# Wyniesienie Chatham

Mapa dna morskiego Zealandii

Wyniesienie Chatham – rejon dna oceanicznego na Oceanie Spokojnym, na wschód od Nowej Zelandii. Jest częścią dawnego kontynentu, Zealandii. Stanowi wydłużoną podmorską platformę ciągnącą się od Półwyspu Banksa w kierunku wschodnim do ponad 100 km za wyspy Chatham. Szerokość wzniesienia wynosi od 120 km w środkowej części przez 210 km w rejonie wysp Chatham do 185 km na wschód od nich. Głębokość mieści się, w większości, w przedziale od 30 do 90 m p.p.m., przy czym w najwyższym punkcie wzniesienia wynosi 8,5 m.
W pobliżu zachodniej krawędzi północne zbocze wzniesienia styka się z Rowem Hikurangi, zaś dalej, na wschodzie, opada mniej gwałtownie na dno Basenu Południowo‐Zachodniego. Od strony południowej wzniesienie opada i przechodzi w Obniżenie Bounty.

## Geologia
Geologicznie i tektonicznie Wyniesienie Chatham może być traktowane jako przedłużenie Wyspy Południowej. Obszar ten stanowił duży, suchy ląd pod koniec kredy, tworząc wielki półwysep rozciągający się od Nowej Zelandii do obecnych wysp Chatham, charakteryzujący się wulkanicznym krajobrazem. Dzięki skamielinom znalezionym na wyspach Chatham można scharakteryzować faunę i florę tego rejonu z czasów późnego mezozoiku. Lasy zdominowane były przez nagonasienne (jak Araucaria, Mataia czy Podocarpus) oraz widłaki jednakozarodnikowe. Znaleziono też niektóre okrytonasienne. Wśród dinozaurów występowały m.in. teropody, które prawdopodobnie wykształciły tu kilka form endemicznych.